# E.M.M.A. (album)
E.M.M.A. è l'album di debutto eponimo del girl group svedese E.M.M.A., pubblicato il 14 dicembre 2001 su etichetta discografica Egmont Music.

## Tracce
1. En hemlighet
2. Sommar och sol
3. Varje gång
4. I min bubbelpool
5. Bom, bom i mitt hjärta
6. Bubblar i mej
7. Stjärnfall
8. Gillar dej
9. Knasboll
10. Håll mej så nära
11. I en luftballong
12. Tuggummi-pop

## Classifiche
| Classifica (2002) | Posizione massima |
| ----------------- | ----------------- |
| Svezia            | 25                |